# Těrlicko
Těrlicko (in polacco Cierlicko, in tedesco Tierlitzko) è un comune della Repubblica Ceca facente parte del distretto di Karviná, nella regione della Moravia-Slesia.